# Estatua de la princesita

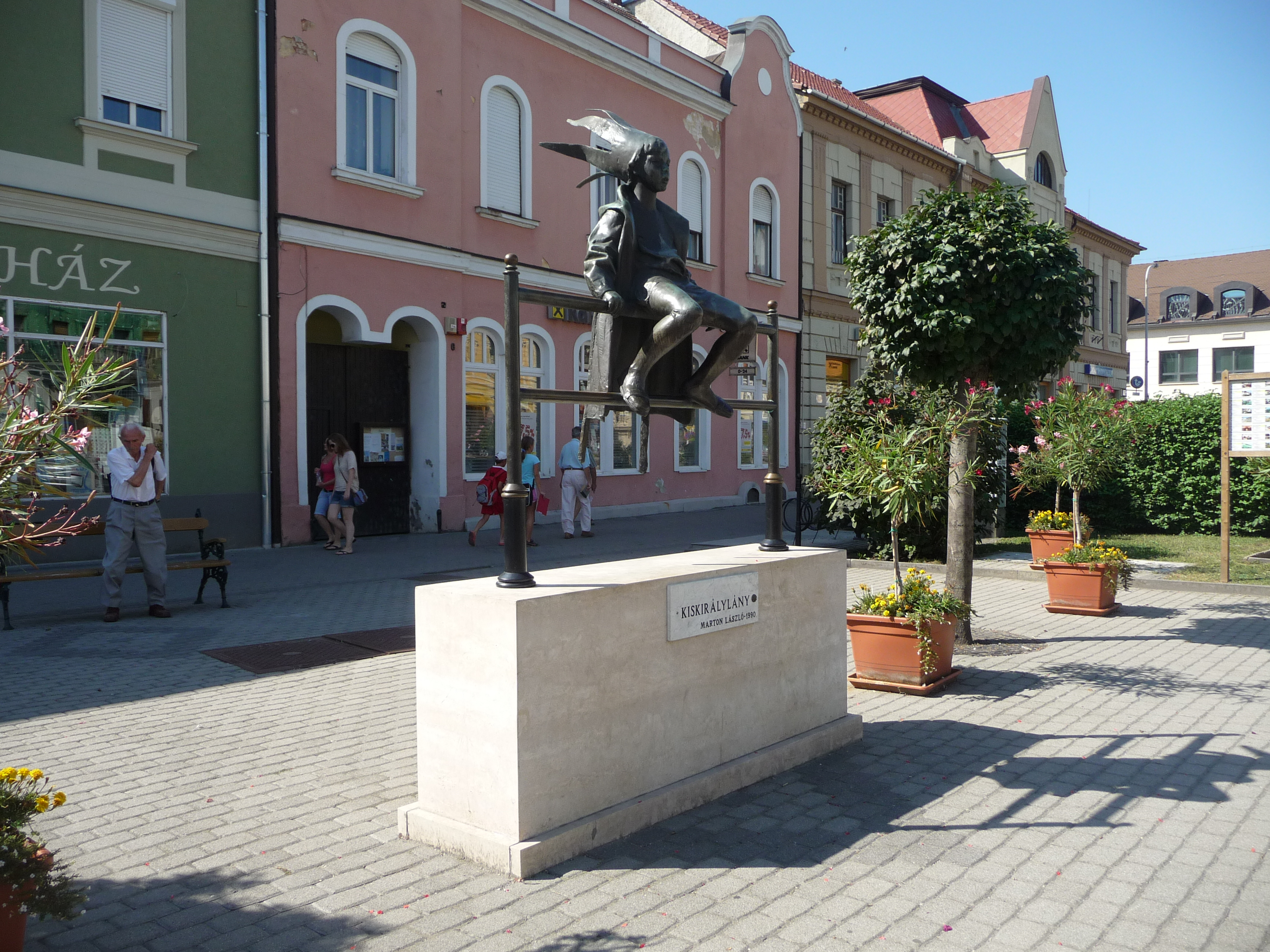
La princesita en Tapolca

La estatua de la princesita (Kiskirálylány), también conocido como el duende, original de 50 cm sedente sobre la barandilla de las vías del tren a la orilla del Danubio en Budapest, Hungría, fue creada por László Marton (1925–2008) en 1972, escultor ganador de los premios Munkácsy y Kossuth en 1972.

## Historia
El artista se inspiró en su hija mayor, nacida de su primer matrimonio. Ella a menudo jugaba en el barrio de Tabán llevando un traje de princesa y una corona hecha de periódicos por su padre, y en casa también, fingiendo que sus albornoces eran vestidos. Esta imagen incitó a su padre, el artista, en la creación de esta estatua.
László Marton escribe:

"Évike nació de mi primer matrimonio, a la edad de 5 años jugaba en un traje de princesa en la explanada de Tabán. Cuando la vi, inmediatamente me vino la idea a la cabeza. La titulé La princesita y la esculpí yo mismo también. Se ubicó en una zona elegante en la rivera del Danubio. Se convirtió en un símbolo de Budapest".
"La creé en referencia a mi propia hija, ella tenía sobre seis años y jugaba en el jardín. Estaba vestida como una princesa: llevaba un albornoz en sus hombros y una corona en su cabeza. Me las arreglé para capturar este momento e inmediatamente después sentí que era una gran obra de arte. Años después, la capital me pidió una estatua. Pensé en La princesita y organizamos un lugar donde la estatua quedara bien".
László Marton

Una copia de medida más grande de esta estatua se colocó a la ribera del Danubio en 1990, y una segunda copia en Tapolca, la ciudad natal del artista. Una copia con las mismas posiciones de la estatua se destinó a Japón también, donada por el artista, colocada delante del espacio cultural y de conciertos Tokyo Metropolitan Art Space. La estatuilla original de 1972 se encuentra en la Galería Nacional Húngara.